# Konitzi csata (1454)
További jelentéseket lásd a Konitzi csata egyértelműsítő oldalon!
A Konitzi csata 1454. szeptember 18-án a történeti Poroszország pomerániai felén lezajlott ütközet Lengyelország és a Német Lovagrend között, a hosszú tizenhárom éves háború keretében, amely háborúnak az első összecsapása volt. Konitz neve ma Chojnice.

## A Porosz Konföderáció megkötése
A német lovagok a grünwaldi csatában döntő vereséget szenvedtek, ami már hanyatlásuknak kezdetét jelentette Egyszer s mindenkorra véget ért terjeszkedésük, mellyel Kelet-Európát akarták meghódítani. Az a potenciális gazdasági erő, mely a hadakozásokra épült, most elvesztette alapját és a Hanza baltikumi uralmát is gyengítette, emiatt az már nem támogatta a lovagrendet.

A rend, minthogy már nem tudott keresztesekből hadat toborozni német zsoldosokat kellett, hogy fogadjon, ha meg akarta tartani hatalmát és megvédhesse magát a terjeszkedő lengyelekkel szemben. Ez óriási pénzt emésztett el, s elapasztotta az államkincstár vagyonát, így meg kellett, hogy emeljék az adókat, amelyet áthárítottak a polgárságra, a parasztságra és a nemességre. Az adók annyira magasak lettek már, hogy azt porosz és livóniai lakosság már nem tudta megfizetni.
1440 a poroszországi és pomerániai városok, a polgárok és a nemesek (poroszok és németek együtt) megkötötték a Porosz Szövetséget, amely az ország a német lovagrend uralma alóli felszabadítását tűzte ki célul, s ehhez támogatást keresett a szomszédos országoknál, mint a legközelebbi hatalomnál, Lengyelországnál.

1452-ben Ludwig von Erlichshausen nagymester (1450–67) felszólította a lázongókat, hogy oszlassák fel szervezetüket és ismerjék el a rend államát, de a vezetők ezt kereken megtagadták, s fellázadtak ellene (1453). A felkelők IV. Kázmér lengyel királyhoz fordultak segítségért.

## A csata
1454-ben Kázmér, hadat üzent a lovagrendnek, s benyomult Poroszországba. Meglehetősen nagy számú seregében igen sok volt a nemesi lovag.

### A lovagrendi erők
A Német Lovagrend 15 ezer német zsoldosból (9000 lovas, 6000 gyalogos) álló haderővel állt fel, ennek vezére a morva Bernard von Zinnenberg (lengyelesen: Bernard Szumborski, magyarul: Zinnenbergi Bernát) parancsnok volt, helyettese Kaspar Nostyc. 

### A lengyel erők
A zsoldosokkal szemben Kázmér és Jan Koniecpolski, valamint Szczekociny Piotr kancellárok több mint 18 000 fős sereget vezettek, ebből 16 ezer lovas, több száz gyalogos, 500 danzigi zsoldos, vagy polgár és 2000 porosz konföderáns volt (utóbbi kettő szintén gyalogos).

### Minőségi különbségek
A lovagok serege bár számbelileg kisebb volt, de jól képzett és tapasztalt katonákból verődött össze. Fegyelmezetten harcoltak, a szekérvár technikáját is használták, valamint ágyúik voltak. Stratégiájuk összetettebb és kidolgozottabb volt és vezérük nem utolsósorban tehetséges katona volt szintén. Ugyan a nagyobb lengyel sereg is használt tűzfegyvereket, de gyalogosaik (a zsoldosoktól eltekintve) nem voltak úgy kiképezve. A lovasságuk már régi tradícióra ment vissza, ezért részesítették nagy előnyben. Másrészről a heves, nagy tömegű lovassági támadással úgy vélték, hogy hamar eldönthetik a csata kimenetelét. De lovasság ellen a gyalogság már úgy tudott felállni, hogy nemcsak megállította, hanem szét is zúzta. Csehországban a husziták megszégyenítő vereségeket mértek a büszke német lovagi seregekre, de ezt a lengyelek nem érzékelték.

### Az ütközet menete
Kezdetben minden jól alakult: a lengyel lovasság rohamával csaknem áttörte a német arcvonalat, s elesett az egyik seregvezér Rudolf herceg, ráadásul von Zinnenberget is foglyul ejtették. A lovagrendi haderő lovassága Konitz irányába menekült, átverekedve magát a lengyelek sorain, viszont gyalogságuk, egy roppant ügyes taktikával, a szekérvár (németül: Wangeburg) mögött elhelyezkedve rendezte sorait és Konitz felől váratlanul hátba támadta az ellenséget. A jól kidolgozott, bonyolultabb stratégiával szemben, az egyszerűbb lengyel taktika tehetetlen volt, amit a kevésbé képzett katonák nem tudtak mire vélni, ezért pánik lett ekkor úrrá rajtuk és fejvesztve menekültek. A menekülők közül sokat levágtak, mások a közeli mocsarakban lelték halálukat. A halottak közt volt Szczekociny Piotr is, s maga a király is csak nehezen tudott kijutni.
A lengyelek 3000 halottat hagytak a csatatéren, 400-an fogságba estek, köztük három vezér is: Mikołaj Szarlejski, Łukasz Górka és Wojciech Kostka. A német lovagok zsoldosai összesen 100 embert vesztettek.
Von Zinnenbergi noha fogoly volt, a győzelemről szóló jelentést megírhatta a lengyel táborban.
Ugyanezen a helyen több mint húsz évvel ezelőtt szenvedett vereséget a lovagrendi sereg a lengyelektől és a huszitáktól.

## Győzelem után vereségek
A rend nem sokáig örülhetett a győzelmének, mert elfogyott a hadi kiadásokra kiutalt összes pénze és a kincstár is üresen tátongott. Minthogy a német-római császártól nem kapták meg a kért segítséget, újból zsoldossereget állított ki, akik fizetetlenül kóboroltak ide-oda az országban és fosztogattak, olykor lázadoztak, s ez még jobban ösztönözte az ellenállást. Kázmért is elég szívós volt a harc folytatásához és a porosz szövetség kitartása felbátorította. A szövetségesek anyagi támogatást adtak katonaság toborzására, a király legfőképp lengyelekből, kisrészt cseh, magyar és sziléziai zsoldosokból alakított ki sereget. A poroszokkal szemben a segítséget Kázmér nagyméretű kiváltságok adományozásával honorálta, s a városok hamarosan kezdtek elpártolni a lovagoktól.
Több csatában a lovagrend sorozatos vereséget szenvedett, városai és várai sorra nyitották meg kapuikat a lengyelek előtt.

## Fordítás
- Ez a szócikk részben vagy egészben a Battle of Konitz című angol Wikipédia-szócikk fordításán alapul.  Az eredeti cikk szerkesztőit annak laptörténete sorolja fel. Ez a jelzés csupán a megfogalmazás eredetét és a szerzői jogokat jelzi, nem szolgál a cikkben szereplő információk forrásmegjelöléseként.